# Idiocalla ferruginea
Idiocalla ferruginea är en skalbaggsart som först beskrevs av Karl Jordan 1894.
Idiocalla ferruginea ingår i släktet Idiocalla och familjen långhorningar. Inga underarter finns listade i Catalogue of Life.